# استالهام
latitudeاستالهامlongitudeاستالهام
استالهام (به انگلیسی: Stalham) یک شهرک در بریتانیا است که در انگلستان واقع شده‌است.

## خصوصیات
استالهام ۷٫۳۰ کیلومترمربع مساحت و ۲٬۹۵۱ نفر جمعیت دارد.